# Артур Арц фон Штрауссенбург
Барон Артур Альберт Арц фон Штрауссенбург (нім. Arthur Albert Freiherr (Baron) Arz von Straußenburg;  16 червня 1857, Германнштадт —  1 липня 1935, Будапешт) — австрійський військовий діяч, барон (17 серпня 1917), генерал-оберст, останній начальник Генерального штабу Австро-Угорщини (1917–1918). Учасник Першої світової війни (1914–1918).

## Біографія
Представник знатного роду трансільванських саксів. Син євангелічного священика. Після закінчення євангелічної гімназії в Германштадті та юридичного училища в 1878 році вступив добровольцем в австро-угорську армію. В 1887 році закінчив Академію Генштабу, потім перебував на різних командних посадах у Генштабі. В 1912 році був призначений командиром піхотної дивізії.

### Початок Першої світової війни
На початку Першої світової війни дивізія Штрауссенбурга відзначилася у боях при Комарові. У вересні 1914 року він був призначений командувачем 3-го армійського корпусу. Наприкінці 1914 і на початку 1915 років керував сектором фронту в районі Горлиці. В січні 1915 року призначений командувачем спеціальною армійською групою, яка пізніше увійшла до складу німецької 11-ї армії під командуванням Августа фон Макензена. Арц фон Штрауссенбург командував цією групою під час прориву російського фронту в Галичині та під час штурму Брест-Литовська. В 1916 році під час Брусиловського прориву корпус Арц фон Штрауссенбурга зазнав тяжких втрат.

### Румунська кампанія
Коли в 1916 Румунія виступила на стороні Антанти і оголосила війну Австро-Угорщини, утворився новий фронт — Румунський. Арц фон Штрауссенбург був призначений командувачем 1-ї армії, зосередженої проти Румунії. В її складі були лише 10 000 чоловік, і сам Штрауссенбург називав себе «командувачем без армії». 1-ша армія Штрауссенбурга увійшла до складу німецьких військ під командуванням Еріха фон Фалькенгайна. В серпні румунські війська за підтримки російських частин розпочали наступ у Трансільванії. 1-а армія Штрауссенбурга взяла участь у контрнаступі в Трансільванії; маючи у своєму розпорядженні лише один корпус та кілька дивізій, армія Штрауссенбурга зуміла відтіснити румунські війська з території Австро-Угорщини.
На початку 1917 року Арц фон Штрауссенбург був призначений начальником Польового штабу при імператорі Карлі I, фактично ставши головнокомандувачем австро-угорськими військами. З 1917 року головним фронтом війни для Австро-Угорщини став Італійський. На ньому відбулася битва при Капоретто, в якій австро-угорські війська розбили італійські частини. В 1918 році Арц фон Штрауссенбург, будучи в Німеччині, висловився за початок переговорів з союзниками.

### Після війни
Після розпаду Австро-Угорщини та завершення Першої світової війни Арц фон Штрауссенбург вийшов у відставку та оселився у Відні. В 1926 році угорський уряд призначив йому високу пенсію, і він переїхав до Будапешта, де прожив решту життя і написав мемуари.

## Нагороди

### Австро-Угорщина
- Ювілейна пам'ятна медаль 1898
- Хрест «За вислугу років» (Австрія)
  - 3-го класу (1 червня 1902)
  - 2-го класу (1 червня 1912)
- Орден Залізної Корони
  - 3-го класу (10 березня 1906)
  - 1-го класу (9 квітня 1915)
- Орден Леопольда (Австрія)
  - лицарський хрест (27 листопада 1908)
  - командорський хрест (22 жовтня 1914)
  - 1-го класу (28 серпня 1915)
  - великий хрест (31 березня 1917)
- Ювілейний хрест
- Хрест «За військові заслуги» (Австро-Угорщина)
  - 2-го класу з військовою відзнакою (22 травня 1915)
  - 1-го класу з військовою відзнакою (28 липня 1917)
- Медаль «За військові заслуги» (Австро-Угорщина)
  - бронзова (11 березня 1916)
  - велика золота (28 жовтня 1917)
- Військовий орден Марії Терезії, командорський хрест (17 серпня 1917)
- Почесний знак Австрійського Червоного Хреста 1-го класу з військовою відзнакою

### Прусське королівство
- Орден Корони (Пруссія) 2-го класу (12 липня 1902)
- Орден Червоного орла
  - 2-го класу (29 січня 1909)
  - 1-го класу із зіркою і мечами (25 березня 1917)
  - великий хрест з мечами
- Залізний хрест
  - 2-го класу (14 червня 1915)
  - 1-го класу (3 липня 1915)
- Pour le Mérite з дубовим листям
  - орден (28 серпня 1915)
  - дубове листя (6 серпня 1917)

### Інші країни
- Орден Зірки Румунії, командорський хрест з мечами (10 квітня 1907)
- Орден Лева і Сонця 3-го ступеня (Каджарський Іран; 19 жовтня 1910)
- Військовий орден Святого Генріха, лицарський хрест (Саксонське королівство; 14 листопада 1917)
- Мальтійський орден, офіцерський хрест
- Орден «Османіє» 1-го класу з діамантами
- Орден «За військові заслуги» (Болгарія), великий хрест з мечами
- Орден «За заслуги» (Баварія), великий хрест з мечами
- Пам'ятна військова медаль (Угорщина) з мечами
- Пам'ятна військова медаль (Австрія) з мечами

## Галерея

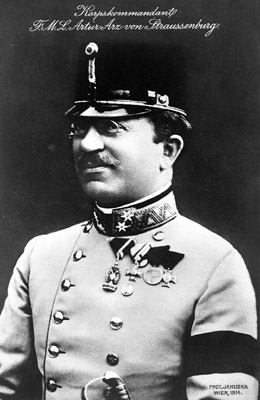
Фельдмаршал-лейтенант Арц фон Штрауссенбург (1912).
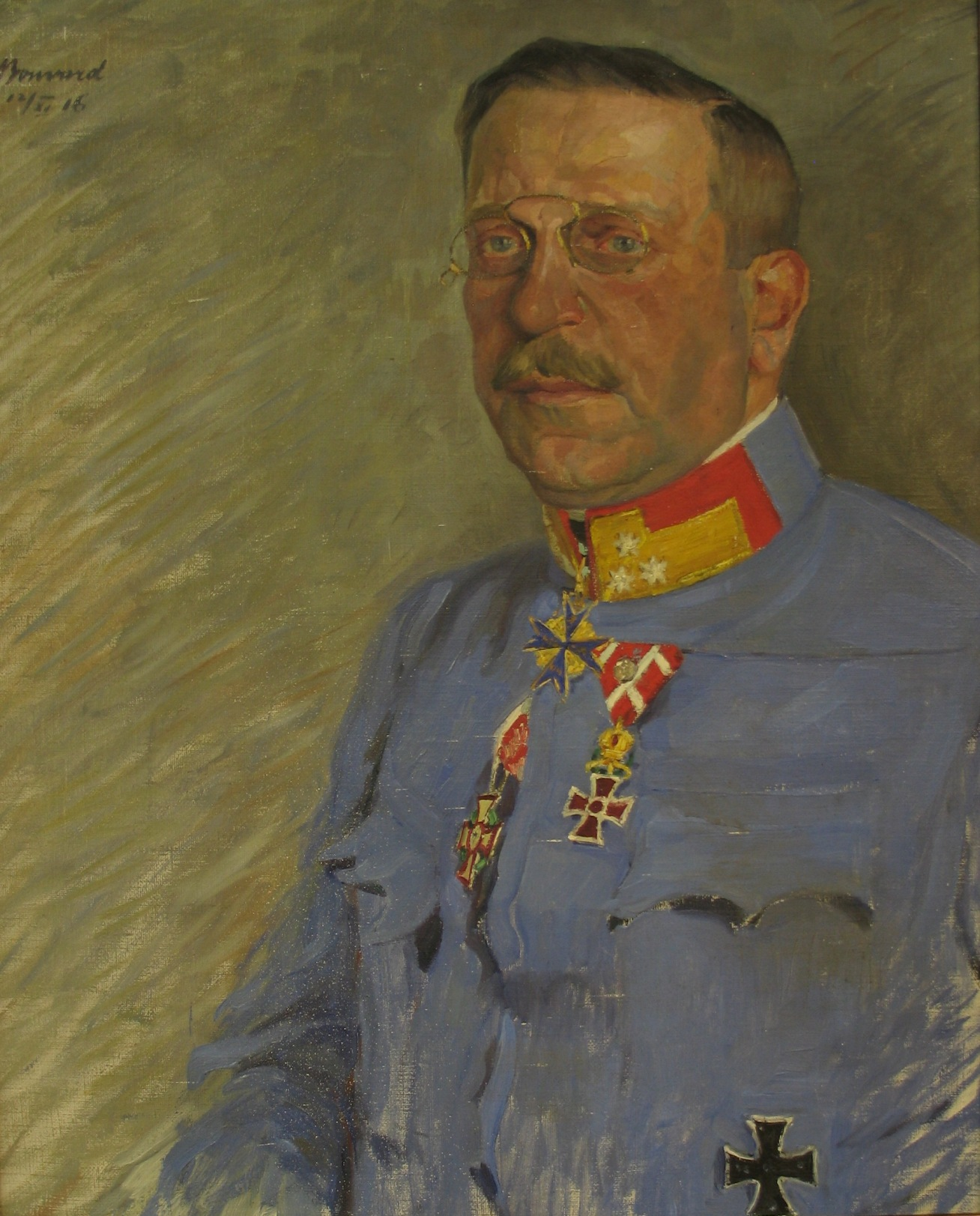
Гуго фон Бувар. Портрет Арца фон Штрауссенбурга.
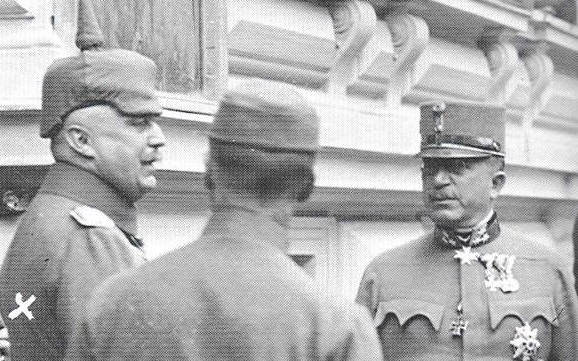
Штрауссенубрг (праворуч) з Еріхом Людендорфом.
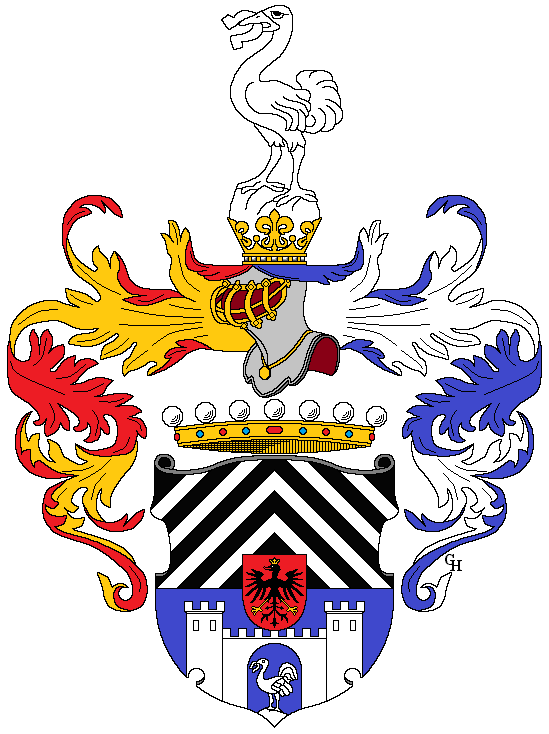
Баронський герб Арца фон Штрауссенбурга.
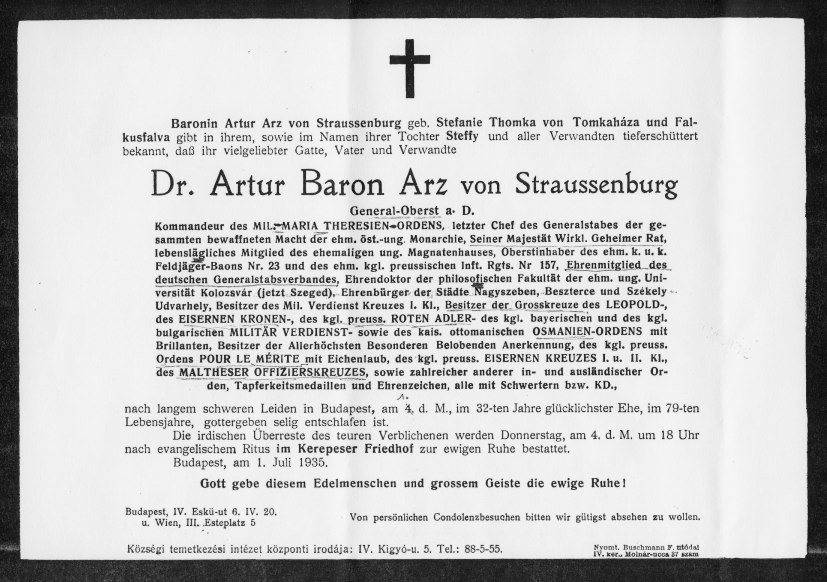
Некролог.